# Choerades
Choerades is een vliegengeslacht uit de familie van de roofvliegen (Asilidae).

## Soorten
- C. amurensis (Hermann, 1914)
- C. antipai Weinberg & Pârvu, 1999
- C. asprospilos Young & Hradský, 2007
- C. assamensis (Joseph & Parui, 1981)
- C. aureopilosa (Ricardo, 1900)
- C. auricomata (Hermann, 1914)
- C. aurifera (Ricardo, 1925)
- C. azurea (Hermann, 1914)
- C. basalis (Hermann, 1914)
- C. bella (Loew, 1858)
- C. bipenicillata (Bigot, 1891)
- C. castellanii (Hradský, 1962)
- C. caucasicus Richter & Mamaev, 1971
- C. caudatus Lehr, 1991
- C. comptissima (Walker, 1857)
- C. conopoides Oldroyd, 1972
- C. consistens (Curran, 1928)
- C. contristans (Hobby, 1948)
- C. dimidiata (Macquart, 1846)
- C. dioctriaeformis (Meigen, 1820)
- C. femorata (Meigen, 1804)
- C. fimbriata (Meigen, 1820)
- C. flavipes (Wiedemann, 1821)
- C. fortunatus Baez & Weinberg, 1981
- C. frommeri (Joseph & Parui, 1981)
- C. fuliginosa (Panzer, 1798)
- C. fulva (Meigen, 1804)
- C. gilva

Rode dennenstamjager (Linnaeus, 1758)
- C. hamardabanica Lehr, 1991
- C. hobelias Oldroyd, 1972
- C. ignea (Meigen, 1820)
- C. indica (Joseph & Parui, 1981)
- C. iola (Bromley, 1935)
- C. isshikii (Matsumura, 1916)
- C. ivorina (Oldroyd, 1968)
- C. japonicus (Matsumura, 1931)

- C. keralaensis (Joseph & Parui, 1981)
- C. komurae (Matsumura, 1911)
- C. kwadjoi Tomasovic, 2007
- C. lapponica (Zetterstedt, 1838)
- C. lateralis (Fabricius, 1805)
- C. lobifera (Hermann, 1914)
- C. loewi Lehr, 1991
- C. luteipennis (Macquart, 1848)
- C. marginata

Eikenstamjager (Linnaeus, 1758)
- C. maynei (Janssens, 1953)
- C. montanus Lehr, 1977
- C. mouchai Hradský, 1985
- C. multipunctata (Oldroyd, 1974)
- C. nathani (Joseph & Parui, 1981)
- C. nigrescens (Ricardo, 1925)
- C. nigrovittatus (Matsumura, 1916)
- C. nikolaevi Lehr, 1977
- C. orientalis (Joseph & Parui, 1981)
- C. perrara Lehr, 1991
- C. potanini Lehr, 1991
- C. rufipes (Fallén, 1814)
- C. scelestus Richter, 1974
- C. steinbergi Richter, 1964
- C. taiga Lehr, 1991
- C. tenebraus Esipenko, 1974
- C. unifascia (Walker, 1857)
- C. ursula (Loew, 1851)
- C. venatrix Loew, 1847
- C. vulcanus (Wiedemann, 1828)
- C. xanthothrix (Hermann, 1914)
- C. yaeyamana Haupt & Azuma, 1998